# Инграм (Тексас)
Инграм (енгл. Ingram) град је у америчкој савезној држави Тексас. По попису становништва из 2010. у њему је живело 1.804 становника.

## Демографија
Према попису становништва из 2010. у граду је живело 1.804 становника, што је 64 (3,7%) становника више него 2000. године.
| Група             | 2000.         | 2010.         |
| Белци             | 1.466 (84,3%) | 1.291 (71,6%) |
| Афроамериканци    | 2 (0,1%)      | 19 (1,1%)     |
| Азијати           | 10 (0,6%)     | 17 (0,9%)     |
| Хиспаноамериканци | 243 (14,0%)   | 455 (25,2%)   |
| Укупно            | 1.740         | 1.804         |